# Serie C 2023-2024 (pallacanestro maschile)
La Serie C 2023-2024 è stata la 1ª edizione del torneo di Serie C nato a seguito della riforma dei campionati di pallacanestro italiani. La competizione è iniziata nell'ottobre del 2023 e si concluderà a giugno del 2024.

## Campionati regionali disputati
| Regione               | Gironi presenti | Gironi presenti | Gironi presenti | Gironi presenti |
| --------------------- | --------------- | --------------- | --------------- | --------------- |
| Abruzzo               | Unico           | Unico           | Unico           | Unico           |
| Campania              | Unico           | Unico           | Unico           | Unico           |
| Emilia-Romagna        | Girone A        | Girone A        | Girone B        | Girone B        |
| Friuli-Venezia Giulia | Unico           | Unico           | Unico           | Unico           |
| Lazio                 | Girone A        | Girone A        | Girone B        | Girone B        |
| Lombardia             | Girone A        | Girone B        | Girone C        | Girone D        |
| Marche                | Unico           | Unico           | Unico           | Unico           |
| Piemonte              | Girone A        | Girone A        | Girone B        | Girone B        |
| Puglia                | Unico           | Unico           | Unico           | Unico           |
| Sardegna              | Unico           | Unico           | Unico           | Unico           |
| Sicilia               | Unico           | Unico           | Unico           | Unico           |
| Toscana               | Girone A        | Girone A        | Girone B        | Girone B        |
| Veneto                | Unico           | Unico           | Unico           | Unico           |

## Verdetti

### Promozioni in Serie B interregionale
| Regione               | Squadre promosse          |
| --------------------- | ------------------------- |
| Abruzzo               | Vasto Basket              |
| Campania              | Pallacanestro Antoniana   |
| Emilia-Romagna        | Basket 2000 Reggio Emilia |
| Friuli-Venezia Giulia | Dinamo Gorizia            |
| Lazio                 | SPO Basket                |
| Lombardia             | Junior Basket Curtatone   |
| Marche                | Svethia Recanati basket   |
| Piemonte              | Basket Don Bosco Crocetta |
| Puglia                | ASD Canusium Basket       |
| Sicilia / Calabria    | Basket Academy Catanzaro  |
| Toscana               | Vismederi Costone Siena   |
| Veneto                | Basket Club Jesolo        |